# U.S. Clay Court Championships 1984
U.S. Clay Court Championships 1984 (також відомий під назвою U.S. Open Clay Courts 1984) - тенісний турнір, що проходив на відкритих кортах з ґрунтовим покриттям в Індіанаполісі США. Чоловічі змагання проходили в рамках Grand Prix, а жіночі - and a women's Championship Series. Відбувсь ушістнадцяте і тривав з 4 до 12 серпня 1984 року. Андрес Гомес і Мануела Малеєва здобули титул в одиночному розряді.

## Фінальна частина

### Одиночний розряд, чоловіки
Андрес Гомес —  Балаж Тароці 6–0, 7–6
- Для Гомеса це був 4-й титул за сезон і 8-й - за кар'єру.

### Одиночний розряд, жінки
Мануела Малеєва —  Ліса Бондер-Крейсс 6–4, 6–3
- Для Малеєвої це був 3-й титул за сезон і за кар'єру.

### Парний розряд, чоловіки
Кен Флек /  Роберт Сегусо —  Heinz Gunthardt /  Балаж Тароці 7–6, 7–5
- Для Флека це був 3-й титул за сезон і за кар'єру. Для Сегусо це був 3-й титул за сезон і за кар'єру.

### Парний розряд, жінки
Беверлі Моулд /  Пола Сміт —  Еліз Берджін /  Джоанн Расселл 6–2, 7–5
- Для Моулд це був 2-й титул за сезон і 4-й — за кар'єру. Для Сміт це був 2-й титул за сезон і 8-й — за кар'єру.